# Bobr (Schiff, 1908)
Die Bobr (russisch Бобр) war ein Kanonenboot der Kaiserlich Russischen Marine. Als zweites Boot der Giljak-Klasse lief es 1907 vom Stapel. Nach wechselvoller Geschichte wurde es 1927 bei der estnischen Flotte außer Dienst gestellt. In der Literatur wird das Boot zur Unterscheidung gelegentlich als Bobr II (Бобр II) zur Unterscheidung von der ersten Bobr geführt, aus den Zeichnungen zum Projekt geht eine derartige Benennung jedoch nicht hervor.

## Hintergrund
Der Bau der Boote der Giljak-Klasse lässt sich bis auf eine Forderung des Befehlshabers des Pazifikgeschwaders, Konteradmiral Pawel Petrowitsch Tyrtow (Павел Петрович Тыртов), zurückführen. Tyrtow forderte 1892 ein Boot für den Einsatz in fernöstlichen Gewässern. Dabei sollte das Kanonenboot sowohl auf dem offenen Meer, aber auch den großen russischen und chinesischen Flüssen wie dem Amur einsetzbar sein. Hauptaufgabe sollte nicht der Kampf gegen gegnerische Schiffe, sondern die Bekämpfung von Befestigungsanlagen und feindlichen Truppen sowie die Unterstützung eigener Kräfte an Land sein. Der Tiefgang sollte nicht über 2,7 m liegen, die Höchstgeschwindigkeit nicht unter 12 kn, die Verdrängung bei ungefähr 750 t. Panzerung und Bewaffnung sollten sich nach dem hauptsächlichen Einsatzzweck, dem Kampf gegen Landstreitkräfte, richten. Tyrtow forderte vier 12-cm-Kanonen, vier 4,7- oder 3,7-cm-Kanonen und eine Landungskanone mit dem Kaliber 6,5 cm. Die Panzerung sah er als unwesentlich an. Auf ein Rigg wurde von vornherein verzichtet, stattdessen war ein Stahlmast mit einem Mars vorgesehen, von dem aus Fluss und Ufer beobachtet werden konnten. Mit der Giljak stellte die russische Marine 1898 ein Boot in Dienst, dessen Auslegung im Wesentlichen den Vorstellungen Tyrtows folgte, und setzte es im Fernen Osten ein. Die Giljak blieb jedoch vorerst ein Einzelstück. Im Flottenrüstungsprogramm 1898 war ein weiteres Boot geplant, das jedoch nicht gebaut wurde. Die grundsätzliche Forderung nach einem derartigen Kanonenboot blieb jedoch bestehen. Der Befehlshaber der Amur-Militärbezirkes, General der Infanterie Nikolai Grodekow forderte in seiner Jahresmeldung 1900: 

«для наведения порядка и обеспечения безопасности на реках Амур и Уссури приобрести специальные пароходы для полицейской службы»

„zur Aufrechterhaltung der Ordnung und Gewährleistung der Sicherheit auf den Flüssen Amur und Ussuri die Bereitstellung spezieller Dampfschiffe für Polizeiaufgaben“

Im Jahr 1904 wurde dann die Chiwinez auf Kiel gelegt. Auch dieses Boot blieb ein Einzelstück.
Obwohl der Bedarf nach einem derartigen Kanonenboot grundsätzlich anerkannt wurde, zogen sich die Vorarbeiten lange hin. Für die Auslegung des Bootes war beispielsweise die Ermittlung der im Einsatzgebiet zu erwartenden Tauchtiefen notwendig.  Am 21. September 1904 wurde schließlich auf der Sitzung des Komitees das Projekt eines "Kanonenbootes mit geringem Tiefgang für den Einsatz auf den Amur und einer Wasserverdrängung von 858 t" bestätigt. Da die Kapazitäten der russischen staatlichen Schiffbauindustrie insgesamt unzureichend waren, wurde der Bau der vier Boote der Klasse auf insgesamt drei Werften in Sankt Petersburg aufgeteilt. Die Bobr wurde am 12. Juni 1906 bei der privaten Newski-Werft (Невский судостроительый и механический завод) auf Kiel gelegt. Aufgrund fertigungstechnischer Probleme, aber vor allem aufgrund der infolge des verlorengegangenen Russisch-Japanischen Krieges geänderten Anforderungen zog sich der Bau des Bootes lang hin. Der Stapellauf fand am 12. Juni 1907 statt, die Indienststellung am 6. August 1908.

## Konstruktion
Die Boote der Giljak-Klasse stellen eine Weiterentwicklung des Entwurfes der Chiwinez. Bei einer Konstruktionsverdrängung von 858 t waren die Boote etwas über 63 m lang und knapp 11 m breit. Der Tiefgang sollte ursprünglich bei 2,13 m liegen. Um das Seeverhalten zu verbessern, erhielten die Boote jedoch Falsch- und Schlingerkiele, was den Tiefgang vergrößerte. Als Antriebsmaschine kamen je Boot zwei stehende Dreizylinder-Dreifachverbunddampfmaschinen mit einer Dauerleistung von 800 PSi zum Einsatz.  Angetrieben wurden die Boote von jeweils zwei Schiffsschrauben aus Bronze mit einem Durchmesser von 1,82 m, dabei drehte die linke Schraube entgegen dem Uhrzeigersinn, die rechte Schraube im Uhrzeigersinn. Die Kesselanlage bestand aus jeweils vier Belville-Wasserrohrkesseln. Die Kessel wurden paarweise in zwei getrennten Abteilungen aufgestellt, dabei besaß jedes Paar einen eigenen Schornstein. Das Gewicht der gesamten Kesselanlage lag bei 56 t, dazu kamen noch 10 t Kesselspeisewasser.
Als Bewaffnung waren je Boot zwei 12-cm-Kanonen, vier 7,5-cm-Kanonen und zwei bis drei  Maschinengewehre vorgesehen. Eine Torpedobewaffnung besaßen die Boote nicht, konnten jedoch bis zu 60 Minen mitführen. Der Gefechtsstand bestand aus Panzerstahl mit einer Stärke von 20 mm, Fußboden und Decke aus schwachmagnetischem Stahl mit einer Stärke von 12 mm. Alle anderen Teile des Bootes waren nicht gepanzert.
Die Werft wich beim Bau der Bobr von den Vorgaben des Projektes ab. So war die Rumpfkontur fülliger, was eine Umkonstruktion der Stevenrohre erforderte, die aus dem gleichen Stahl wie der Rumpf gefertigt wurden und nicht wie vorgesehen aus einer Bronzelegierung. Weiterhin wurde ein schwereres Ankerspill mit einer Leistung von 24 PS auf einem hohen Fundament eingebaut. Für die Lenzanlage kamen vierzehn Pumpen mit einer Leistung von 75 t/h zum Einsatz. Unterschiedlich zum Projekt waren auch die Brückenaufbauten, der Munitionsaufzug der 12-cm-Kanonen und die Aufteilung der inneren Räume ausgeführt, was später zu Schwierigkeiten bei der Unterbringung der Besatzung führte.

## Einsatz

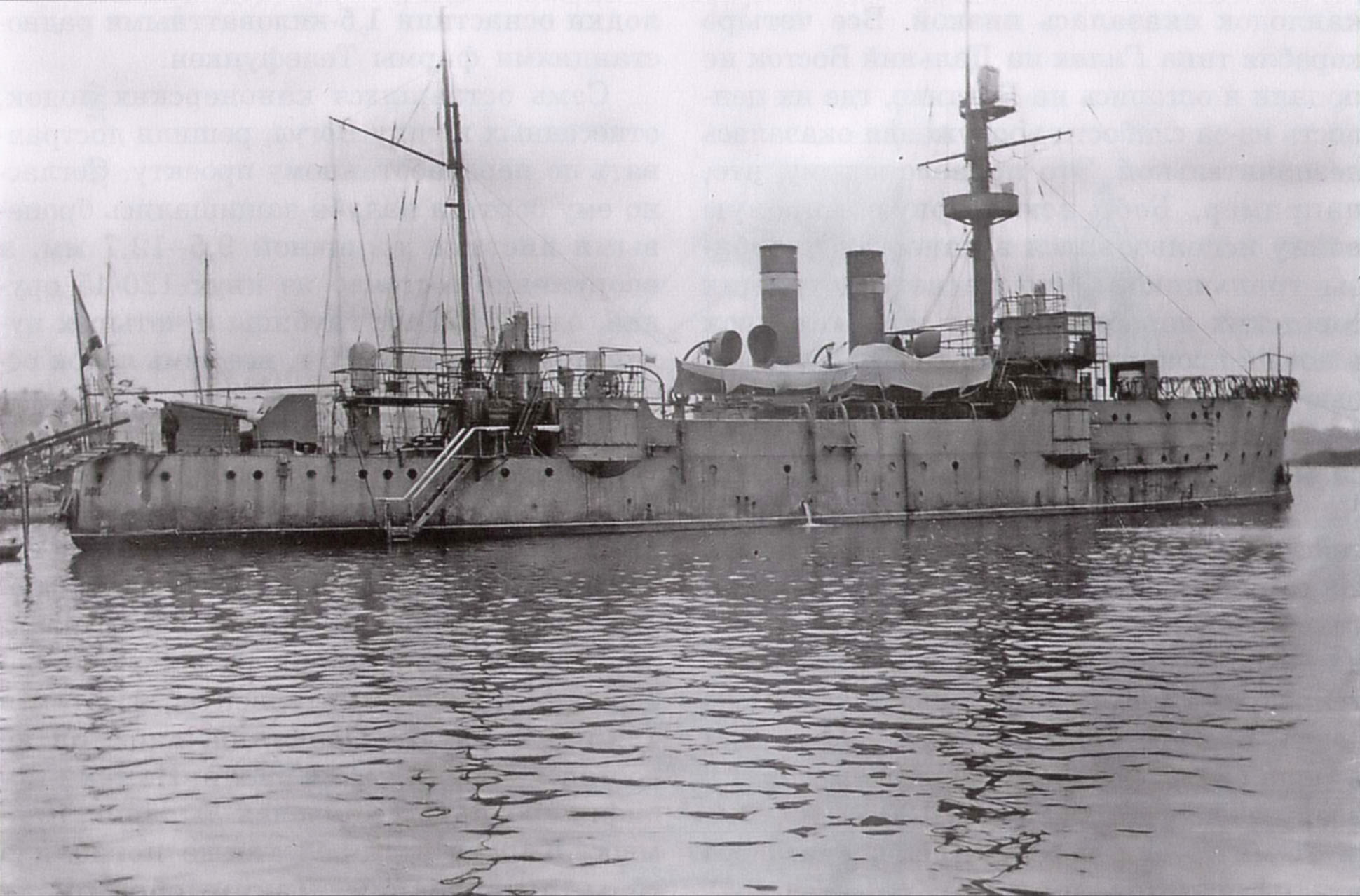
Kanonenboot Bobr

Alle vier Boote der Klasse sollten in fernöstlichen Gewässern zum Einsatz kommen. Am 30. November 1908 lief die Bobr mit dem Schwesterboot Siwutsch von Reval in Richtung Ferner Osten aus, nachdem die beiden anderen Boote der Klasse, die Giljak und die Korejez, die Überfahrt schon Ende Oktober 1908 angetreten hatten. Bei der Überfahrt wurde deutlich, dass die Maschinenanlage insgesamt zu schwach und das Seeverhalten unzureichend waren. Außerdem liefen der Amur-Flottille zehn neue Flusskanonenboote zu. Drei davon gehörten zur Burjat-Klasse (Бурят), sieben weitere waren modernisierte und gepanzerte Boote der Bogul-Klasse (Вогул). Für den Sommer 1909 erwartete man die Fertigstellung von acht Booten der Schkwal-Klasse, die stark bewaffnet und mit Dieselmotoren ausgerüstet waren. Die Boote der Giljak-Klasse waren vergleichsweise schwach bewaffnet. Daher schlug Befehlshaber der Vereinigten Ostseegeschwader, Konteradmiral Nikolai von Essen vor, aus den Booten der Giljak-Klasse eine selbständige Abteilung zur Verteidigung der finnischen Schären zu formieren. Die Bobr und die Siwutsch, die sich noch in Libau befanden, wurden daher zum 1. Januar 1909 der Reserveflotte der Ostsee überstellt, die Giljak und die Korejez aus dem Mittelmeer zurückgerufen. Im Jahr 1909 wurde die Bobr dann der Artillerie-Ausbildungsabteilung der Baltischen Flotte überstellt. Ab dem Jahr 1910 befand sie sich im Bestand der 2. Minendivision und war in Sveaborg stationiert.

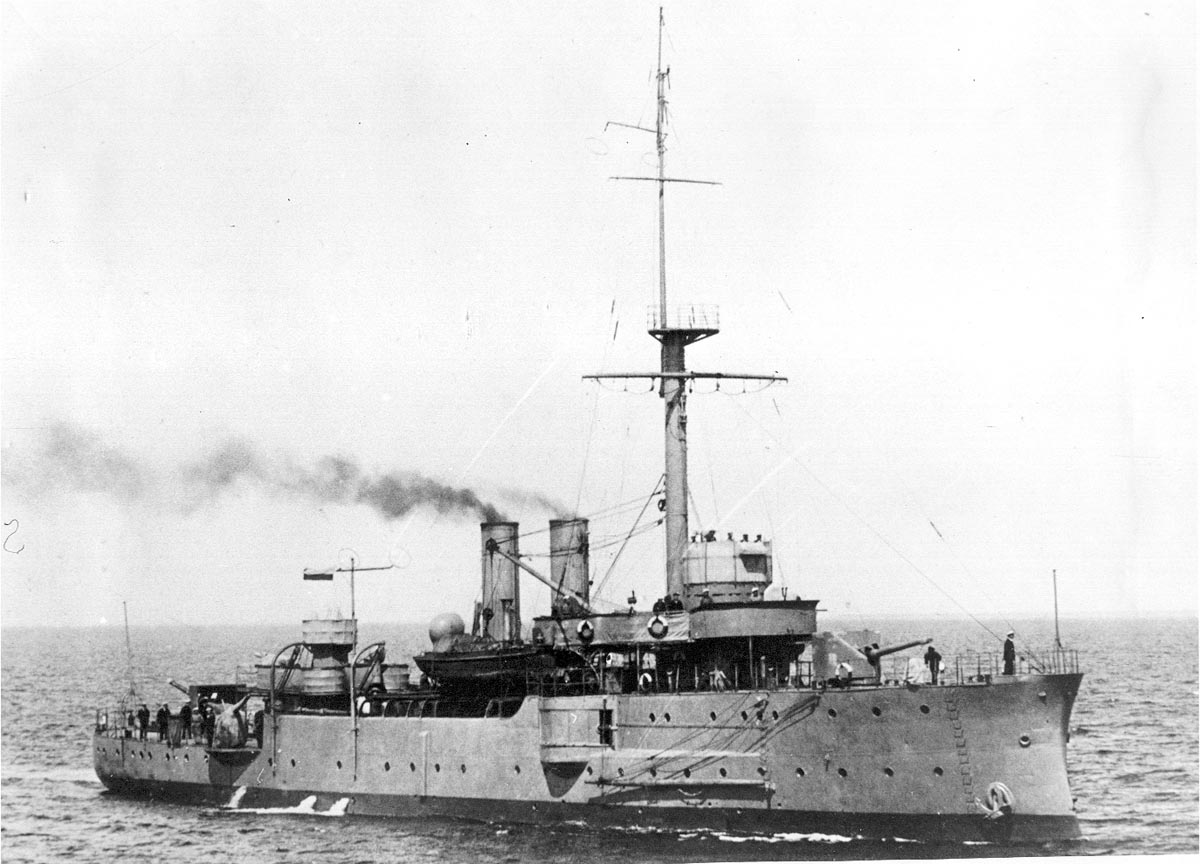
Kanonenboot Lembit der estnischen Seestreitkräfte

Zu Beginn des Ersten Weltkrieges wurde die Bobr den Flottenkräften der Seefestung Imperator Peter der Große in der Rigaer Bucht zugeordnet. Das Boot griff in die Kampfhandlungen im Ostseeraum ein und leistete hauptsächlich Feuerunterstützung für die an Land operierenden Truppenteile der Russischen Armee. 1917 verlegte die Bobr nach Abo. Dort fiel das Boot im April 1918 den vorrückenden deutschen und finnischen Truppen in die Hand, nachdem die russische Besatzung das Boot aufgegeben hatte. Die deutschen Truppen überführten die Bobr nach Estland und stellten sie dort als schwimmende Werkstatt unter dem Namen Biber in Dienst.
Nach der Novemberrevolution überließen die deutschen Truppen das Boot in einem kampfunfähigen und unbrauchbaren Zustand den estnischen Streitkräften – so fehlten beispielsweise die Verschlüsse der Waffen. Unter dem Namen Lembit war das Boot eines der ersten estnischen Kriegsschiffe. Diese setzten die Lembit in den Kämpfen gegen die Rote Armee ein. So setzte das Boot mehrmals estnische Truppen im Rücken der sowjetrussischen Armee ab und gab ihnen Feuerunterstützung.
Die Lembit blieb bis 1927 im Bestand der estnischen Flotte, wurde dann außer Dienst gestellt und verschrottet.